# インドの漫画
インドの漫画（チトラカター (Chitrakatha)、「絵物語」の意）はアメリカのコミックブックと似た出版形式を持ち、作風の上でも影響を受けているが、インド土着の文化を題材にしたシリーズも高い人気を持っている。

## 概要
インドには漫画文化の長い伝統があり、幅広い神話や民話を扱った子供向けコミックブックが長年にわたって読まれてきた。大部数の漫画タイトルも多い。インド産のアメリカ風スーパーヒーローコミックは1980年代後半から1990年代前半にかけてブームを迎えた。このころ漫画は子供の娯楽の中で大きな地位を占めていたが、衛星放送やゲーム産業との競争が始まると漫画市場は急激に縮小した。
主要な漫画出版社にはダイヤモンド・コミックス、ラージュ・コミックス、ティンクル、アマル・チトラ・カターがある。これらの刊行物は複数の言語で印刷され、インド全土に数十万人の読者を持つ。西ベンガル州とケーララ州には独自色の強い漫画文化がある。国産の漫画のほかにも、アメリカのDCコミックス、マーベル・コミックス、カートゥーン・ネットワークの作品が全国的に流通している。2014年にはVIZ Mediaによって日本漫画の現地出版が始められた。
漫画家の社会的地位は高くない。人気作品でも作者はそれほど注目されず、2000年代に至ってなお記録や研究の数は少ない。その中でもアービッド・スルティ、アナント・パイ、プラン・クマール・シャルマの名はよく知られている。
息の長い人気キャラクターとしては、知恵のある年配男性チャチャ・チョーダリー、「村の愚か者」スパンディ、16世紀の頓智者テナリ・ラマン、『わんぱくデニス』風の女の子ピンキ、小心者のハンターシカリ・シャンブ、『アーチー』風の少年ビルーがいる。スーパーヒーロー・キャラクターでは、厳しい鍛錬を武器にする青年スーパーコマンドー・ドゥルヴァ、犬のマスクを被ったアンチヒーローのドガ、特殊な強化スーツによって能力を得たパルマーヌなどが挙げられる。

## 歴史
インドにおける漫画は19世紀後半に多数登場した『アワド・パンチ』や『デリー・スケッチブック』のような風刺雑誌で始まったと考えられている。英国の『パンチ』誌を手本にしたこれらの雑誌は詩や文章と並んで風刺漫画を売り物にしていた。20世紀前半には漫画を掲載する雑誌や新聞がインド各地で盛んに出版された。第一次大戦後の1920年代から30年代にかけて、タミル・ナードゥ州では人気雑誌『アーナンダ・ヴィカタン』『カラナ・パティリカイ』によって漫画文化が定着し、マリのような人気漫画家も現れた。ベンガル地方では子供雑誌『シュクタラ』が1950年代に台頭した。漫画家ナーラーヤン・デブナットはローレル&ハーディにヒントを得た「ハンダ・ボンダ」（1962年）や、スーパーマン風の「バトゥール・ザ・グレート」（1965年）のコミックストリップを同誌に連載した。デブナットはこれらの作品を60年近く描き続けてパドマ・シュリー勲章を受章することになる。
純粋なコミックブック出版の先駆けとなったのは、1964年に主要紙の一つザ・タイムズ・オブ・インディアが発刊した『インドラジャル・コミックス』である。内容はザ・ファントム、マンドレイク・ザ・マジシャン、フラッシュ・ゴードン、リップ・カービーのようなアメリカの新聞配信コミックストリップをインドの言語に翻訳したものだった。それらのタイトルは群小の地元出版社によって模倣された。この時期の漫画は裕福な家の子供だけが読むものだったが、それから1990年代に至るまで市場は拡大を続けることになる。それと並行して『インドラジャル・コミックス』は月刊から隔週刊、週刊と成長を続け、1980年代初頭には数10万部を発行していた。
漫画史のドキュメンタリー Chitrakatha: Indian comics beyond balloons and panels を撮ったアロック・シャルマは、1960年代の後半に100％インド産の雑誌『アマル・チトラ・カター』（直訳で「不朽の絵物語」）が発刊されたことで漫画発展の第2期が始まったと述べている。形式はアメリカのコミックブックにならった30ページほどのカラー冊子だが、内容的にはインドの神話や歴史、伝記が題材とされており、伝統文化教育の性格が強かった。発行部数は1970年代末に年間500万部に達した。同誌の作者アナント・パイは後にもう一つの長寿雑誌『ティンクル』を発刊し、「パイおじさん」として子供に親しまれた。この時期にはほかにもインド産のコミックブックシリーズが続々と生まれた。1976年に『インドラジャル・コミックス』で生まれたバハードゥルはインドの国情を反映したアクションヒーローとして人気を博した。

蛇の能力を持つヒーロー、ナーグラージュ。デザインはマノジュ・グプタによる。プラタップ・ムリック画。

1980年代に同時代のアメリカ産スーパーヒーロー・コミックが流入し、それに追随したインド産コミックも刊行され始めた。アロック・シャルマによるとこれが第3期に当たる。ジャンルに先鞭をつけたラージュ・コミックス社は、スパイダーマンにヒントを得た1986年のナーグラージュに始まり、ドガやスーパーコマンドー・ドゥルヴァなど後年まで人気を集め続けるキャラクターを生み出した。1980年代には月刊コミックブックが総計で少なくとも550万部発行されていた。出版社は数十社を数え、毎月何百ものタイトルが濫造された。しかし1990年代後半に至ると、ケーブルテレビやインターネットのような別の形の娯楽が普及し、漫画出版は急激に勢いを失った。その中でもラージュ・コミックスやダイヤモンド・コミックス、『アマル・チトラ・カター』などは読者を保持し続けた。
2000年代以降には状況はやや好転し、ヴァージン・コミックスなどの出版社が新たに登場したが、一時の盛況を取り戻すには至っていない。旧来の流通への依存から脱するため、コミックフェアの開催や、電子書籍やアニメ化、マーチャンダイズなどの新しい試みが行われている。コミック出版社の一つコミクス・セオリーは若い世代に漫画を普及させるため「コミックス・イニシアティブ」と銘打って漫画の教育利用、学校での読書活動の推進、ワークショップ開催などを提唱したり、ファンドレイジングイベントの開催やPR動画シリーズの制作を行っている。またこの時期には欧米で大人向けに描かれた漫画を「グラフィックノベル」として一般書の判型で出版する動きがあり、インドでもそれが取り入れられた。インドで最初に「グラフィックノベル」として売られたのはサールナート・バネルジーの『コリドール』（2004年）である。
2011年2月にはインド初のコミックコンベンションが開催された。2012年の概数ではインドのコミック出版は1億ドルの市場規模がある。
ウェブコミックは2000年代初頭から一般的なメディアとなった（インドのウェブコミック参照）。従来の漫画家や出版社とは接点を持たない描き手が手軽に作品を発表する場としてウェブはうってつけだった。伝統的な漫画出版物が子供向けの読み物だったのとは異なり、ウェブコミックでは成人を対象に政治やフェミニズムへの意識向上を訴える作品が多くみられる。作品の露出を高める手段としてはソーシャルメディアが一般的である。
2000年代にアニマックスやカートゥーン・ネットワークのようなチャンネルで放映され始めた日本のアニメはインドの若い世代の心をとらえた。2010年代になると、主流のポップカルチャーやボリウッド映画に対するオルタナティブとして日本の漫画がインドのギーク文化の中に地歩を占めるようになった。多数の日本漫画が翻訳出版され、その影響を受けたインド産コミックブックも刊行されている。

## 著名な漫画出版社
- Amar Chitra Katha
- Raj Comics
- Balarama
- Balabhumi
- Champak
- Lotpot
- Chandamama
- Diamond Comics
- Tinkle
- Vimanika Comics
- Indrajal Comics
- King_Comics_
- Lion comics
- Level 10 Comics
- Kiran Comics
- Manoj Comics
- Radha Comics
- Tulsi Comics
- Chitra Bharti Kathamala
- Yali Dream Creations
- Lalu Leela
- Yomics World
- Star Comics IBH
- Kriyetic Comics
- Madhu Muskan

## 著名な人物
- Manoj Gupta
- Anant Pai
- Anupam Sinha
- Pran Kumar Sharma
- Pratap Mullick
- Abid Surti
- Dheeraj Verma

## イベント
- Comic Con India
- Comics Fest India
- Indian Comics Fund Raiser & Action Plan
- Nagraj Janmotsav
- New Delhi World Book Fair
- Indie Comix Fest

## 関連文献
- Dastidar, D. Ghosh. “Prospects of Comic Studies in India,” Gnosis 3 (2019), 113–128.
- Hawley, John Stratton. 'The Saints Subdued: Domestic Virtue and National Integration in Amar Chitra Katha' in Media and the Transformation of Religion in South Asia, eds. Lawrence A Babb, Susan S. Wadley, Motilal Banarasidas, 1998.
- MacLain, Karline. India's Immortal Comic Books: Gods, Kings, and Other Heroes, Indiana University Press, 2009. ISBN 978-0-253-22052-3ISBN 978-0-253-22052-3.
- Pritchett, Frances W. 'The World of Amar Chitra Katha' in Media and the Transformation of Religion in South Asia, eds. Lawrence A Babb, Susan S. Wadley, Motilal Banarasidas, 1998.
- Lent, John A., Comic Art of Africa, Asia, Australia, and Latin America Through 2000: An International Bibliography, Greenwood Publishing Group, 2004.